# Vyacheslav Grulyov
Bản mẫu:Eastern Slavic name
Vyacheslav Dmitriyevich Grulyov (tiếng Nga: Вячеслав Дмитриевич Грулёв; sinh ngày 23 tháng 3 năm 1999) là một cầu thủ bóng đá người Nga thi đấu cho F.K. Dynamo Moskva.

## Sự nghiệp câu lạc bộ
Anh có màn ra mắt tại Giải bóng đá chuyên nghiệp quốc gia Nga cho F.K. Dynamo-2 Moskva vào ngày 20 tháng 7 năm 2016 trong trận đấu với FC Tekstilshchik Ivanovo.
Anh ra mắt tại Giải bóng đá ngoại hạng Nga cho F.K. Dynamo Moskva vào ngày 4 tháng 3 năm 2018 trong trận đấu với F.K. Ufa.

### Thống kê sự nghiệp
Tính đến 13 tháng 5 năm 2018
| Câu lạc bộ           | Mùa giải             | Giải vô địch                | Giải vô địch | Giải vô địch | Cúp     | Cúp       | Châu lục | Châu lục  | Tổng cộng | Tổng cộng |
| Câu lạc bộ           | Mùa giải             | Hạng đấu                    | Số trận      | Bàn thắng    | Số trận | Bàn thắng | Số trận  | Bàn thắng | Số trận   | Bàn thắng |
| -------------------- | -------------------- | --------------------------- | ------------ | ------------ | ------- | --------- | -------- | --------- | --------- | --------- |
| F.K. Dynamo Moskva   | 2015–16              | Giải bóng đá ngoại hạng Nga | 0            | 0            | 0       | 0         | –        | –         | 0         | 0         |
| F.K. Dynamo-2 Moskva | 2016–17              | PFL                         | 19           | 3            | –       | –         | –        | –         | 19        | 3         |
| F.K. Dynamo Moskva   | 2017–18              | Giải bóng đá ngoại hạng Nga | 2            | 0            | 0       | 0         | –        | –         | 2         | 0         |
| F.K. Dynamo Moskva   | Tổng cộng (2 spells) | Tổng cộng (2 spells)        | 2            | 0            | 0       | 0         | 0        | 0         | 2         | 0         |
| Tổng cộng sự nghiệp  | Tổng cộng sự nghiệp  | Tổng cộng sự nghiệp         | 21           | 3            | 0       | 0         | 0        | 0         | 21        | 3         |